# William Thomas White (homme politique ontarien)
Pour les articles homonymes, voir William Thomas White, William White et White.
William Thomas White (13 novembre 1866-11 février 1955) est un homme politique canadien de l'Ontario. Il est député fédéral conservateur de la circonscription ontarienne de Leeds de 1911 à 1921.

## Biographie
Né à Bronte dans le Canada-Ouest, White travaille comme journaliste pour le Toronto Evening Telegram (en) dès 1890 et subséquemment il travaille pour le Toronto's Assessment Department. Il gradue avec un Bachelor of Arts de l'Université de Toronto en 1895 et Osgoode Hall Law School en 1899. Il ne pratique pas le droit après ses études Managing Director for the National Trust Company, Ltd. et en devient le vice-président en 1911. National Trust  est incorporé en 1898 par le sénateur George Albertus Cox (en) et Edward Rogers Wood (en). La compagnie devient une filiale de la Banque de Nouvelle-Écosse en tant que Scotia Trust en 1997.

## Politique
Initialement membre du Parti libéral du Canada, ses opinions divergent de plus en plus de celles du parti sur de nombreux sujets. Supporteur de l'Empire britannique, il s'associe à Clifford Sifton et d'autres membres libéraux afin de signer un manifeste anti-réciprocité en 1911.
Bien qu'il eût peu d'alliés au sein du Parti conservateur, White est tenu en estime par le chef Robert Borden qui reconnaît en lui la possibilité de voir la désaffection de plusieurs libéraux. Après avoir remporté les élections de 1911, Borden nomme White au poste de ministre des Finances. À ce moment, White n'avait jamais occupé de poste électif à la Chambre des communes du Canada. Il est élu lors d'une élection partielle dans la circonscription de Leeds dans l'est de l'Ontario organisée à la suite de la démission de George Taylor après sa nomination au Sénat.
Responsable de la gestion des finances pendant la Première Guerre mondiale, son approche demeure conservatrice avec une réticence à interférer avec l'entreprise privée ou avec l'augmentation des impôts. Malgré ses réticences, l'une des exceptions est l'augmentation des impôts avec un impôt sur le revenu de 4% pour les hommes célibataires gagnant 2 000 $. Pour les Canadiens de revenu de plus de 6 000 $ le taux variait de 2 à 25%. Bien que la mesure soit déclarée comme temporaire par White et devait être réexaminée 1 ou 2 ans après la guerre, la mesure est maintenue et devient caractéristique de la vie des Canadiens.
En 1919, il approuve l'utilisation de navire de guerre pour réprimer le radicalisme ouvrier en Colombie-Britannique.
White demeure aux Finances jusqu'en août 1919 et occupe la fonction de premier ministre intérimaire durant le déplacement de Borden en Europe de novembre 1918 à mai 1919. Plusieurs membres de la coalition Unioniste suggèrent à White de remplacer Borden en 1920, mais il décline.
Nommé au Conseil privé impérial en récompense pour son intérim au poste de premier ministre en 1920, il se voit autorisé à utiliser le titre honorifique le très honorable. Il ne se représente pas en 1921.
Plus tard, il publie le pamphlet intitulé The Story of Canada's War Finances, défendant sa gestion des finances pendant la guerre.
En 1933, il est membre de la Royal Commission on Banking and Currency (en) et s'oppose à la création de la Banque du Canada.

## Archives
Le fonds d'archives Sir William Thomas White est disponible à la Bibliothèque et Archives Canada.